# Monroe City (Indiana)
Monroe City és una població dels Estats Units a l'estat d'Indiana. Segons el cens del 2000 tenia 548 habitants.

## Demografia
Segons el cens del 2000, Monroe City tenia 548 habitants, 231 habitatges, i 157 famílies. La densitat de població era de 783,6 habitants/km².
Dels 231 habitatges en un 32,9% hi vivien nens de menys de 18 anys, en un 53,7% hi vivien parelles casades, en un 11,3% dones solteres, i en un 32% no eren unitats familiars. En el 31,2% dels habitatges hi vivien persones soles el 16,9% de les quals corresponia a persones de 65 anys o més que vivien soles. El nombre mitjà de persones vivint en cada habitatge era de 2,36 i el nombre mitjà de persones que vivien en cada família era de 2,94.
Per edats la població es repartia de la següent manera: un 24,6% tenia menys de 18 anys, un 8,4% entre 18 i 24, un 26,8% entre 25 i 44, un 22,6% de 45 a 60 i un 17,5% 65 anys o més.
L'edat mediana era de 39 anys. Per cada 100 dones de 18 o més anys hi havia 90,3 homes.
La renda mediana per habitatge era de 32.788 $ i la renda mediana per família de 43.125 $. Els homes tenien una renda mediana de 31.364 $ mentre que les dones 18.269 $. La renda per capita de la població era de 15.579 $. Entorn del 7,2% de les famílies i el 7,1% de la població estaven per davall del llindar de pobresa.

## Poblacions més properes
El següent diagrama mostra les poblacions més properes.